# Nicola Albani (viaggiatore)
Nicola Albani (Melfi, XVIII secolo – ...) è stato un viaggiatore italiano.

## Biografia
Poco si conosce della sua vita e dei suoi dati anagrafici; si sa solamente che era nativo di Melfi, in provincia di Potenza. Figlio di Leonardo e Cecilia Volgar, fu domestico di Mondillo Orsini, arcivescovo di Capua. Intraprese un viaggio spirituale, partendo da Napoli il 4 giugno 1742 per giungere prima a Roma, il 17 di giugno e ne ripartì il 4 luglio dello stesso anno per recarsi a Loreto, passando per Foligno e Assisi, Passò, in seguito, per la Francia, arrivando in Spagna, a Santiago di Compostela.
Documentò il suo pellegrinaggio nell'opera Viaggio da Napoli a San Giacomo di Galizia che, negli anni a venire, diverrà un classico della letteratura odeporica italiana e verrà esposto nelle più importanti mostre tenutesi negli anni successivi in Europa come a Gand nel 1985, a Santiago di Compostela nel 1993 e a Lisbona nel 1999.